# Pseudomyrmex cretus
Pseudomyrmex cretus är en myrart som beskrevs av Ward 1989. Pseudomyrmex cretus ingår i släktet Pseudomyrmex och familjen myror. Inga underarter finns listade i Catalogue of Life.

## Bildgalleri

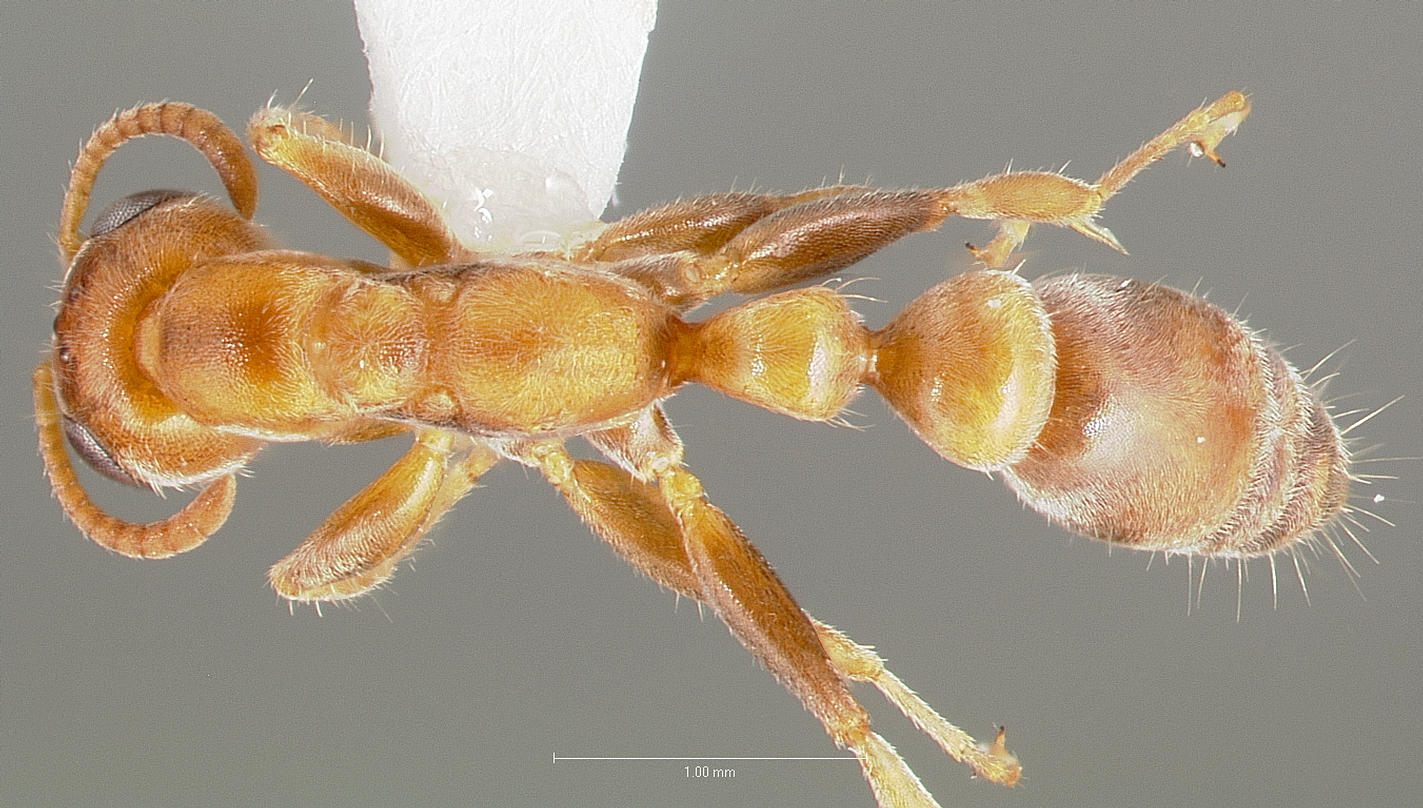
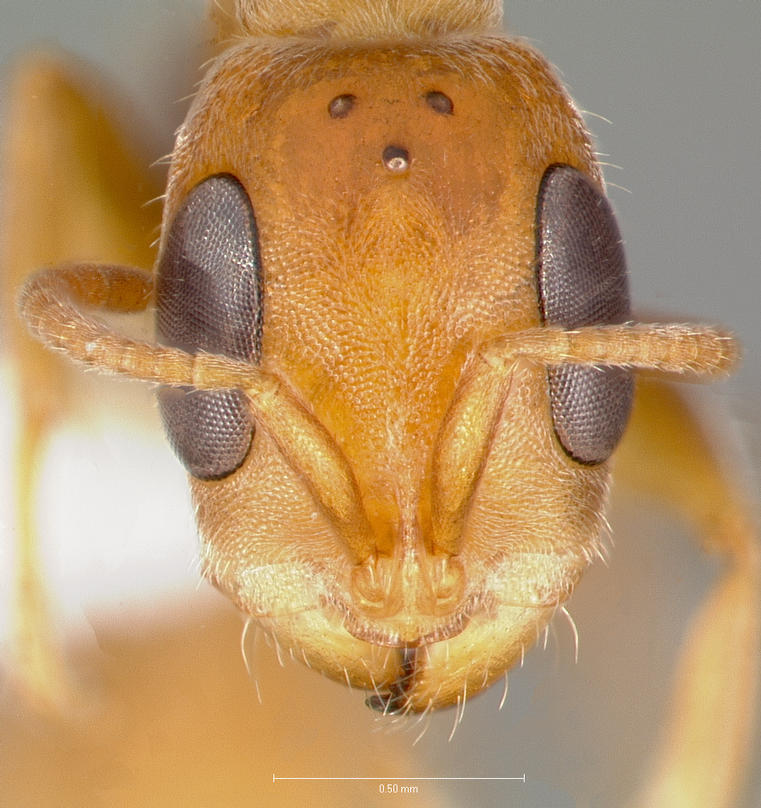
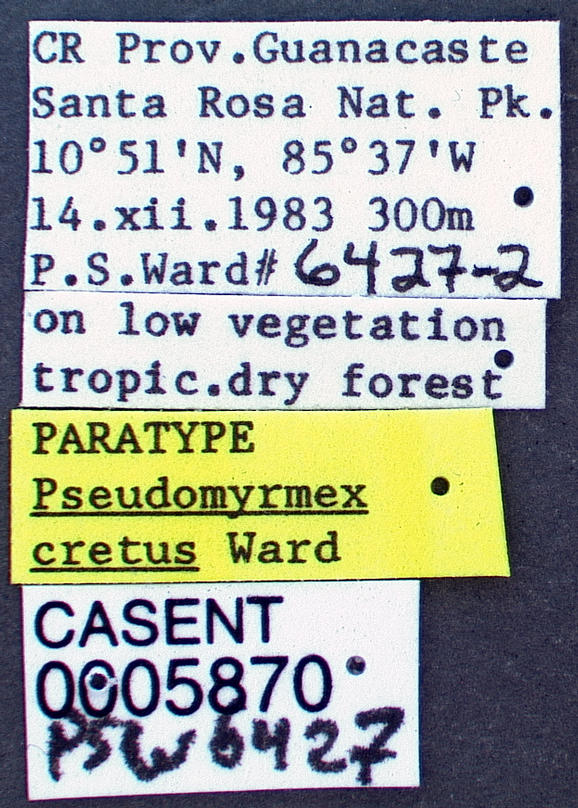
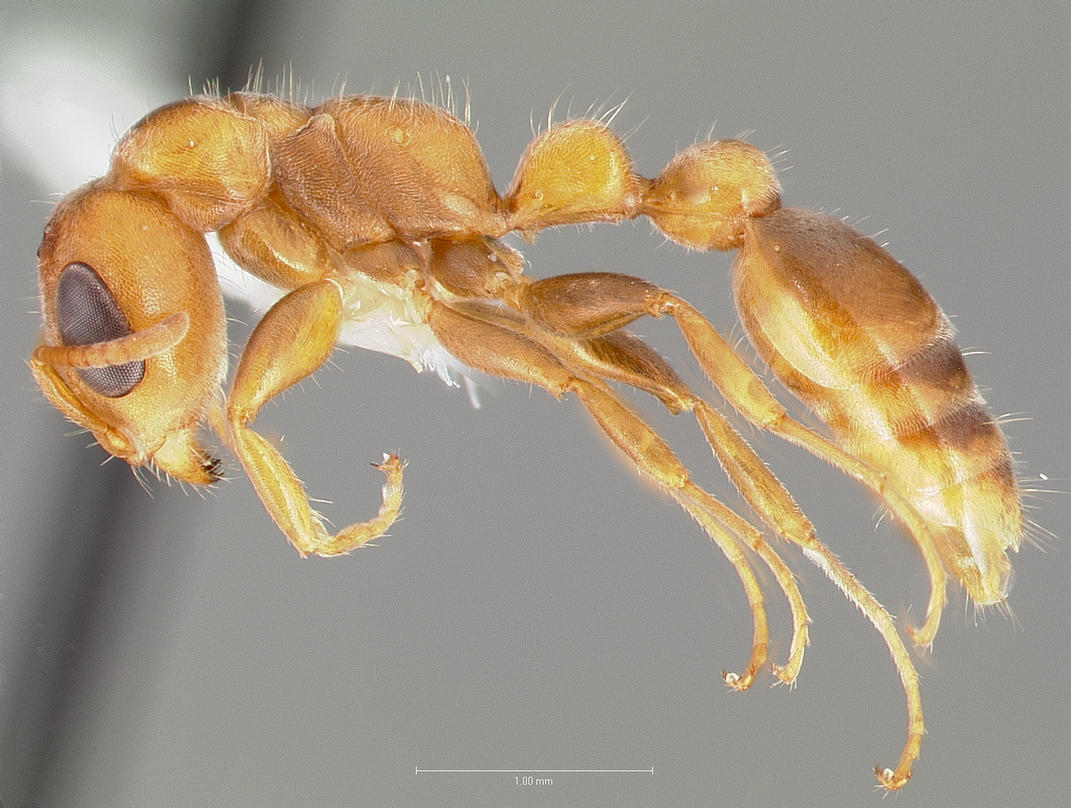